# Мови Швеції

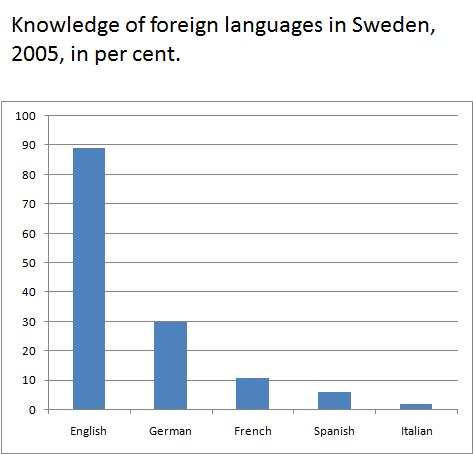
Знання іноземних мов у Швеції населенням від 15 років й старше

Мови Швеції — основна мова Швеції це шведська, яку визнають за рідну близько 90% населення. Вона ж є і офіційною мовою даної держави. Всі інші мови, що використовуються у державі — мови меншин або іммігрантів.

## Історія
- У Середньовіччі на території шведського королівства (включно з нинішньою Фінляндією і Естонією) були поширені діалекти, що виділилися в XIV—XV століттях з давньоскандинавської і стали основою шведської мови, а також естонська й фінська мови, крім того «Лінгва франка» Ганзейського союзу — середньонижньонімецька мова. Середньонижньонімецька мова також була рідною мовою для жителів підлеглих Швеції територій: Шведська Померанія, Бремен-Верден, Вісмар, Вільдесгаузен[2].
- В Інгерманландії, що періодично вважалася шведською територією, говорили російською, на Іжорський і Водській мовах.
- У XIX столітті, після втрати шведським королівством багатьох територій, шведська мова став основною для більшості населення. Розвинулася Стандартна (літературна) шведська мова[sv].

Розкладка клавіатури шведською мовою

## Діалекти шведської

### Ельвдальський
Ельвдальський, або далекарлійський, діалект поділяється на велику кількість різноманітних говірок, сильно відрізняються один від одного. Носії цих говірок проживають в основному в Даларні, зокрема, в комуні Ельвдален. Їх близько 1500 чоловік.

### Гутнійський
Гутнійский діалект поширений в Готланді і Форе. Він виник безпосередньо від давньогутнійскої мови. Ним володіють 5-10 тисяч чоловік.

### Ємтландський

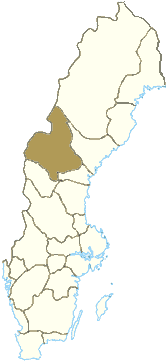
Ємтландська провінція Швеції

Ємтландський діалект поширений, головним чином, у провінції Емтланд, ним володіє близько 30000 осіб. Досі спірне питання, чи є цей діалект похідним шведської або ж норвезької мови.

### Сканський

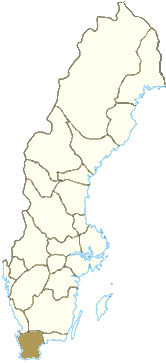
Провінція Сконе Швеції

Сканський (сконський) діалект поширений в основному в Сконе. У наші дні знаходиться під сильним впливом стандартної шведської мови. Деякі вчені відносять сканський до діалектів данської мови, так як провінція Сконе входила до складу Данії до 1658 року.

## Іноземні мови у Швеції

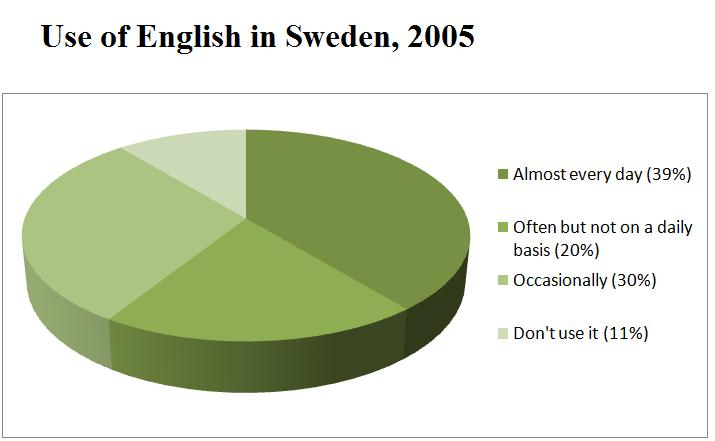
Використання англійської мови у Швеції.

У шведських школах викладаються в основному такі іноземні мови, як англійська, німецька, французька, іспанська, норвезька і данська. Після Другої світової війни помітно зросла роль англійської мови [8]. Деякі лінгвісти вважають, що англійську мову слід зробити другою мовою Швеції, зважаючи на її поширеність. Причиною цього є, в першу чергу, домінування англомовних програм на телебаченні (всі програми, окрім спрямованих на аудиторію молодшого віку, транслюються мовою оригіналу, забезпечені шведськими субтитрами). Однак, на побутовому рівні англійська практично не використовується.
- Уряд країни активно підтримує статус шведської мови; зокрема, в 2002 році шведська була вперше офіційно оголошена державною мовою Швеції. Розроблена жестова шведська мова для глухонімих[7].
- Основні іноземні мови: англійська, німецька, французька.
- Мови меншин: фінська, меянкіелі, циганська, саамська, їдиш.
- Основні мови іммігрантів: фінська, сербохорватська, арабська, фарсі[8].